# SL-1 Akar
SL-1 Akar – polski szybowiec amatorski z okresu międzywojennego, najbardziej udany z pierwszych polskich szybowców, zbudowany w jednym egzemplarzu.

## Historia
Szybowiec SL-1 Akar został opracowany przez Adama Karpińskiego w 1922, a następnie do lata 1923 zbudowany przez studentów Sekcji Lotniczej Politechniki Warszawskiej. Był to pierwszy szybowiec zbudowany w Sekcji Lotniczej Politechniki Warszawskiej. Oblatany został około 24 lipca 1923 (wykonując skoki na holu).
Od 23 sierpnia do 13 września 1923 wziął udział w I Konkursie Ślizgowców (pierwsze zawody szybowcowe w Polsce) w Białce k. Nowego Targu. Tadeusz Karpiński (brat konstruktora) na tym szybowcu zajął 1. miejsce, a Ryszard Bartel (współkonstruktor) – 2. 
Po tym konkursie dokonano zmian konstrukcyjnych szybowca m.in. zabudowano kabinę oraz przerobiono konstrukcję części ogonowej
. W dniu 8 kwietnia 1924 roku Tadeusz Karpiński ustanowił rekord Polski w długotrwałości lotu, który wynosił 4 min i 5 sek. Lot zakończył się jednak przymusowym lądowaniem, przy którym szybowiec został uszkodzony, m.in. połamała się kratownica kadłuba.
Na początku 1925 nowy prostokątny, kryty sklejką kadłub dla szybowca Akar zaprojektowali Jerzy Wędrychowski i Stanisław Prauss. Planowano przebudowę go na motoszybowiec pod nazwą Akar II, z silnikiem Anzani o mocy 45 KM. Ostatecznie jednak prac przy Akarze II nie podjęto i niewyremontowany szybowiec uległ zniszczeniu jesienią 1925.
Swój sukces szybowiec Akar zawdzięczał dobrej sterowności, dużej sztywności, zastosowaniu sprawdzonych rozwiązań konstrukcyjnych i małej masie. Pomocny też był szeroki rozstaw kół podwozia ułatwiający lądowanie. 
W 2015 studenci wydziału Mechanicznego Energetyki i Lotnictwa Politechniki Warszawskiej zbudowali statyczną replikę szybowca.

## Konstrukcja
Jednomiejscowy szybowiec o konstrukcji drewnianej, szkieletowej, płaty i usterzenie kryte płótnem. Kadłub w postaci dwóch płaskich kratownic ustawionych w odległości 2 m od siebie, połączonych płatem, usterzeniem, osią dwukołowego podwozia i dwiema poprzeczkami oraz drutami usztywniającymi. Płat o obrysie prostokątno-trapezowym, trójdzielny, dwudźwigarowy, kryty płótnem. Początkowo szybowiec nie posiadał kabiny pilota, siodełko i przyrządy przymocowano do kratownic. Pilot sterował szybowcem z użyciem drążka sterowego i orczyka.